# Herbert Drury (tornász)
Herbert James Christian Drury (Nagy-Britannia, Merseyside, Liverpool, 1883. január 5. – Nagy-Britannia, Merseyside, Waterloo, 1936. július 11.) olimpiai bronzérmes brit tornász.
Két olimpián vett részt. Az első az 1908-as nyári olimpia volt. A csapat összetettben nyolcadikok lettek. Négy évvel később az 1912-es nyári olimpián már bronzérmes lett a csapat összetettben.